# Haafushi
Haafushi is een van de onbewoonde eilanden van het Meemu-atol. De oppervlakte is een kleine vijf hectare. 
In deze eilandenrij van de Maldiven scheidt een honderd meter brede ondiepte dit eilandje van het zuidelijke, veel grotere Kolhufushi, waar voorzieningen voor toeristen zijn. In het noordoosten ligt Maahuraa aan de overkant van een 270 meter brede ondiepte. In wezen zijn dit slechts de toppen van een structuur die onder water doorloopt en bij laagwater zijn de eilanden verbonden. Aan de westkant van de eilanden liggen lagunes en schoorwallen. 
De eilandnaam komt uit het Divehi, de taal van de Maldiven; volgens Martin Gluckman duidt de naam op ondergelopen en op een graseiland.
|  |

1. ↑  Etymology of Maldivian Island Names. Google My Maps. Geraadpleegd op 9 maart 2024.